# Deutschland 89
Deutschland 89 è una miniserie televisiva tedesco-statunitense creata da Anna Winger e Jörg Winger e diretta da Florian Cossen, sequel di Deutschland 83 del 2015 e di Deutschland 86 del 2018. È ambientata durante la caduta del muro di Berlino nel 1989, con Jonas Nay nei panni di Martin Rauch, un agente della Germania dell'Est.
È composta da otto puntate, pubblicate il 25 settembre 2020 su Prime Video in Germania, Austria, India e Giappone. In Italia è stata trasmessa dall'11 dicembre 2020 al 1º gennaio 2021 sulla piattaforma satellitare Sky Atlantic, mentre in Svizzera è andata in onda dal 14 marzo 2021 su RSI La1.

## Trama
Il mondo plasmato dalla guerra fredda ormai sta volgendo al termine, e con esso crollano i vecchi equilibri. Nel caos conseguente alla caduta del muro di Berlino, gli agenti dei servizi segreti della Germania dell'Est si dividono tra chi cerca di trarre il massimo profitto personale dalla situazione, tra chi si illude ancora di poter fermare il corso della storia, e chi cerca semplicemente una via d'uscita. 

## Episodi
| n° | Titolo originale    | Titolo italiano                 | Pubblicazione Germania | Prima TV Italia  |
| -- | ------------------- | ------------------------------- | ---------------------- | ---------------- |
| 1  | Kyrie Eleison       | Operazione valvola di sicurezza | 25 settembre 2020      | 11 dicembre 2020 |
| 2  | November Nights     | Notti di novembre               | 25 settembre 2020      | 11 dicembre 2020 |
| 3  | Magic               | Magic                           | 25 settembre 2020      | 18 dicembre 2020 |
| 4  | Operation Condor    | L’attentato                     | 25 settembre 2020      | 18 dicembre 2020 |
| 5  | Timişoara Rebellion | La rivolta di Timisoara         | 25 settembre 2020      | 25 dicembre 2020 |
| 6  | Quando ti Guardo    | Quando ti guardo                | 25 settembre 2020      | 25 dicembre 2020 |
| 7  | Phase Zwei          | Il discorso di Lipsia           | 25 settembre 2020      | 1º gennaio 2021  |
| 8  | The End of History  | La storia continua              | 25 settembre 2020      | 1º gennaio 2021  |

## Operazione valvola di sicurezza
Martin Rauch è costretto a tornare in servizio dalle minacce di mandare suo figlio Max a Mosca. A Martin viene ordinato di spedire una nuova bozza di legge sui viaggi a Egon Krenz, il leader della Germania dell'Est, e di fotografarla per l'HVA in arrivo. La bozza è radicale e raccomanda l'apertura del muro di Berlino. Martin finge a Krenz che sia stato approvato da Mosca. La legge viene annunciata in televisione. I cittadini della Germania dell'Est si ammassano al confine e vengono fatti uscire dalle guardie.

## Notti di Novembre
L'HVA inizia a distruggere i propri file. Max è nascosto dalla sua insegnante, la signorina Nicole Zangen. Walter Schweppenstette, il padre di Martin, viene inviato in Occidente per infiltrarsi nel sistema bancario. L'obiettivo è impedire che la banca statale della Germania orientale venga acquistata da Deutsche Bank, in modo che l'HVA possa invece acquistarla. Martin viene rapito da Brigitte Winkelmann dell'intelligence della Germania occidentale e Hector Valdez della CIA. Viene mandato a fingere di essere un tecnico del suono, per infiltrarsi in un gruppo musicale guidato da Carl e Sabine Baumgarten, che sospettano stiano pianificando un attacco terroristico. Lenora viene evasa dalla prigione della Germania occidentale da Rose.

## Magic
La Deutsche Bank sta cercando di assumere banchieri della Germania orientale; Schweppenstette consiglia un candidato. Tobias Tischbier informa Markus Fuchs del movimento sociale "Treuhand", che mira a far detenere azioni in tutte le imprese da parte del pubblico. Lenora viene reclutata in un'organizzazione terroristica da Grigore Antonescu, un rumeno. Chiede a Fuchs di accedere a un deposito di armi. Sabine droga Martin con funghi magici e lui confessa i suoi contatti con i servizi segreti. Viene portato a casa nell'appartamento di Nicole Zangen da Carl, dove confessa il suo amore per Nicole. Carl e Sabine tornano in un tour bus, dicendo che stanno portando Martin, Nicole e Max a Francoforte per suonare in un concerto.

## L'attentato
Il tour bus va a Francoforte. Carl usa una frequenza radio della polizia per causare interruzioni. Lenora fornisce una bomba alla fazione dell'Armata Rossa, che la usa per uccidere il capo della Deutsche Bank, Alfred Herrhausen. Lenora e Antonescu si dirigono in Romania. Carl e Sabine imprigionano Martin e Nicole, ma scappano e uccidono Carl. Martin e Nicole si dirigono in Romania per nascondersi. Fritz Hartmann dell'HVA si reinventa come imprenditore e tenta di vendere computer con videocamera

## La rivolta di Timisoara
Fuchs e Dietrich arrivano a Francoforte, timorosi per la loro posizione e portando oro nelle valigie. Si stabiliscono a Sorrento, in Italia. Lenora e Antonescu arrivano in Romania mentre crescono i disordini. Vanno in un rifugio a Timisoara. Martin e Nicole arrivano a Timisoara. Martin uccide Antonescu. Lenora chiama Beate, che le dà l'indirizzo di Fuchs a Sorrento.

## Quando ti guardo
Martin chiama Schweppenstette, che gli dà l'indirizzo di Fuchs. Martin e Nicole arrivano a Sorrento. Tina discute con un ex lavoratore della prigione di Hohenschönhausen, Rudi, che attacca Tobias Tischbier mentre entra.

## Il discorso di Lipsia
Lenora intende assassinare il Cancelliere della Germania Ovest, Helmut Kohl. Tina riconosce Rudi come il suo interrogatore dalla prigione. Lo intrappola nella sua camera da letto e lui si impicca. Martin inizia a credere che Nicole sia un agente dell'HVA. Valdez e Winkelmann reclutano Rose per catturare Lenora, in cambio dell'aiuto dell'ANC. Rose fornisce un fucile senza percussore a Lenora, ma Lenora espone l'inganno. Lenora si prepara a sparare a Kohl con un fucile alternativo, ma Rose le spara al braccio da un altro tetto. Martin affronta Lenora ma non riesce ad ucciderla. Nicole visita l'appartamento di Martin e trova Annett morta con un biglietto di Sabine che promette di eliminare la sua famiglia. Nicole si reca a Beate per chiedere aiuto.

## La storia continua
Martin si sveglia imprigionato in un rifugio della CIA da Hector Valdez, che lo accusa di aver assassinato Herrhausen, di aver pianificato di assassinare Kohl e dell'omicidio di Annett Schneider nel suo appartamento. Gli agenti russi arrivano a casa di Beate in cerca di Max, ma Beate li convince ad andarsene. Ingrid smaschera Tobias Tischbier come agente dell'HVA. Martin fugge dal rifugio solo per essere teso un'imboscata da Valdez. Martin viene salvato da Schweppenstette e John Tyler Jr della CIA, che sparano a Valdez, ma Tyler dice che non può avere testimoni. La famiglia di Martin partecipa al suo funerale. Fuchs e Dietrich vengono assassinati da Fritz e Nina. Martin è vivo con Nicole. Brigitte fornisce loro nuove identità. La serie si conclude con un montaggio di nuovi muri eretti nei decenni successivi alla caduta del muro di Berlino.